# Evert van Kooten Niekerk
Evert van Kooten Niekerk (1949) is een Nederlandse beeldhouwer en tekenaar.

## Leven en werk
Van Kooten Niekerk werd opgeleid aan Academie voor beeldende kunsten Artibus in Utrecht, als leerling van Jan van Luijn, en aan de Amsterdamse Rijksakademie van beeldende kunsten bij Piet Esser, Paul Grégoire en Theresia van der Pant. Hij maakt tekeningen en figuratieve beelden in brons, hout en hardgips, waarbij de mens centraal staat. In de jaren 80 en 90 maakte hij een aantal abstracte beelden. In 2013 begon hij aan een serie portretkoppen van dichters en componisten.
Naast zijn kunstenaarschap was hij freelance docent bij Artibus, de Nieuwe Academie in Utrecht, Het Kunststation Leerdam en het Utrechts centrum voor de kunsten. Bij de laatste was hij hoofd van de afdeling beeldende kunst (1999-2007). Van Kooten Niekerk is lid van de Nederlandse Kring van Beeldhouwers.

## Werken (selectie)
- 1978 gevelbeeld van Hendrik IV, Utrecht[3]
- 1987 Maria Planeta, Utrecht
- 1992 Maria Planeta Citta, Amsterdam
- 1992 Pan, Golfclub De Pan, Bosch en Duin
- 2010 Ontplooiing, University College Maastricht

## Galerij

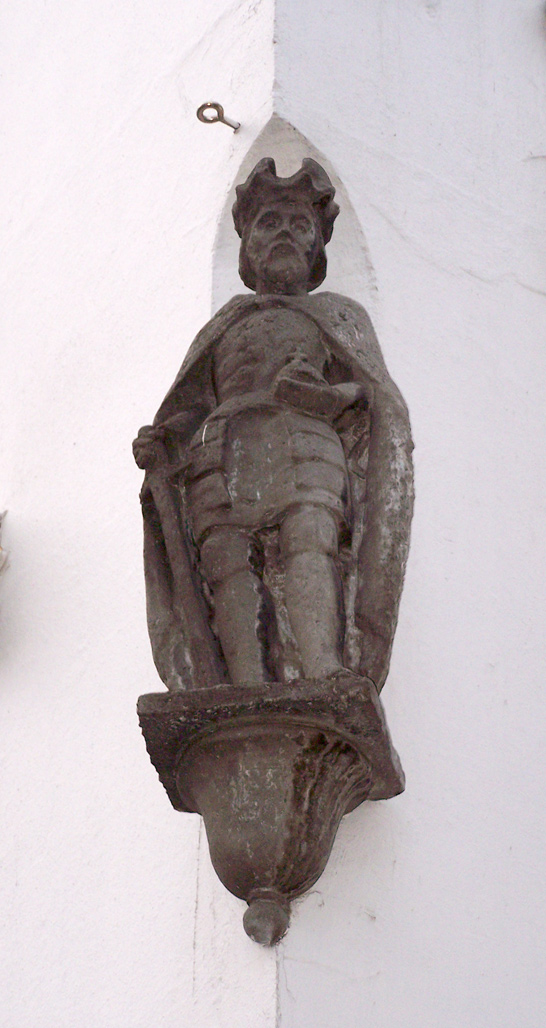
Keizer Hendrik IV
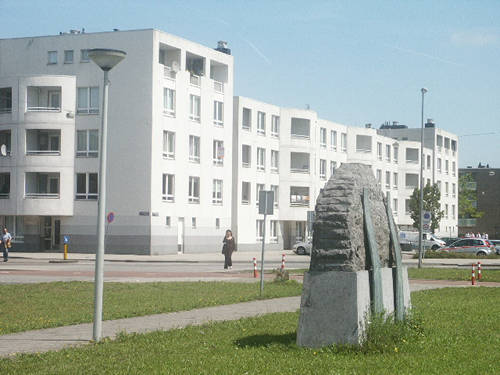
Maria Planeta Citta